# Триизмерна телевизия
Вижте пояснителната страница за други значения на 3D.
Триизмерната телевизия е технологично нововъведение, което дава на телевизионното изображение дълбочина (обемност) на образа. Ефектът се постига чрез прожектирането на два аналогични образа, единият предназначен за лявото, а другият – за дясното око. С помощта на специални очила за триизмерно гледане двата образа се обединяват, в резултат на което се вижда обемно.
За гледане на триизмерна телевизия е нужен триизмерен телевизор, на който също така могат да се гледат безпроблемно и стандартни двуизмерни програми с отлично качество.
От 2017 г. повечето 3D телевизори и услуги вече не се предлагат, тъй като стойността на телевизорите с поддръжка на триизмерно изображение е много висока, а 3D-филми и програми има твърде малко на брой.